# Wolfgang Vacano
Wolfgang Vacano (* 23. Dezember 1906 in Köln; † 3. Januar 1985 in Bloomington, Vereinigte Staaten) war ein deutsch-amerikanischer Dirigent und Musikpädagoge.

## Leben
Vacano, Sohn des Schriftstellers Stefan Vacano und der Schauspielerin Lotte Sarrow, wuchs in Berlin auf. Er hatte seit seiner Kindheit Violin- und Klavierunterricht und studierte von 1922 bis 1928 mit einem Diplomabschluss als Orchesterdirigent an der Hochschule für Musik Berlin. Im gleichen Jahr wurde er Dirigent am Städtischen Opernhaus von Osnabrück, es folgten Dirigate an den Opernhäusern in Münster und Biel-Solothurn. 1939 ging er nach Südamerika und wirkte als Dirigent an den Opernhäusern von Santiago, Montevideo, La Plata und schließlich am Teatro Colón in Buenos Aires.
Von 1951 bis zu seiner Emeritierung 1977 war Vacano Professor an der Indiana University Bloomington, wo er Dirigieren unterrichtete und Opernworkshops gab. Daneben leitete er zahlreiche Orchester- und Opernaufführungen. Seit 1963 war er Leiter des Indianapolis Philharmonic Orchestra, zudem leitete er, solange es sein Gesundheitszustand zuließ, das National Orchestra of Nicaragua in Managua und war bis zu seinem Tod musikalischer Direktor der Peoria Civic Opera. Als mustergültig galten seine Interpretationen von Richard Wagners Parsifal und den Meistersingern von Nürnberg sowie von Beethovens Neunter Sinfonie. Für eine Aufführung von Debussys Pelléas et Mélisande schrieb er eine komplette Neuübersetzung des Librettos.